# Gonypetyllis semuncialis
 Gonypetyllis semuncialis es una especie de mantis de la familia Mantidae. Mide un centímetro de largo.   Es el único miembro del género monotípico Gonypetyllis.

## Distribución geográfica
Se encuentra en la India y Nepal.